# Batalla de Súzdal
La batalla de Súzdal, también conocida como batalla del río Kámenka, tuvo lugar el 7 de julio de 1445 entre un ejército ruso y otro tártaro, acabando el combate con una victoria decisiva de los últimos durante las Guerras ruso-kazanesas.
Los tártaros, dirigidos por Ulugh Muhammad se enfrentaron a los rusos, mandados por Basilio II de Moscú en las cercanías del paso del río Kámenka por Súzdal, en la actual Federación Rusa. La batalla, en la que Basilio acabó siendo capturado y liberado tras el pago de un sustancioso rescate, se debió a la invasión tártara de Nizhni Nóvgorod. Tras la victoria sobre los rusos, y por petición de las tropas, Ulugh se proclamó Ulugh Muhammad, kan del Kanato de Kazán. Además del rescate, Basilio tuvo que prometer la restitución de tierras de Mishar Yurt, que fueron compradas a Toqtamish en 1343. Allí fue fundado el Kanato de Qasim como Estado colchón y que más tarde se convertiría en vasallo del Principado de Moscú.